# Хазкарат нешамот
Хазкарат нешамот (Газкарот Нешамот, от ивр. הזכרת (אזכרת) נשמות‎ — «поминание душ») — иудейский обряд поминовения имён усопших евреев в особой молитве. Этим обрядом живущие евреи проявляют привязанность к памяти умерших, что, как считается, содействует блаженству мёртвых в загробном мире. Одни полагали, что александрийские евреи заимствовали эту идею у египтян, другие считают, что практика регулярного поминовения и чтения некрологов возникла в иудейском богослужении под влиянием христианства в Средневековье (ср. панихида). Первоначально молитву «Хашкава» произносили исключительно при церемонии погребения, а впоследствии стали читать в синагоге с обещанием родственника умершего дать милостыню.

## Порядок
История
Сначала, обычно по субботам, поминали лишь особо выдающихся лиц, которые удостоились чести быть занесёнными в список (мученики, раввины, благотворители), но позднее, стали поминать вообще всех умерших евреев за прошедшую неделю. Евреи германских земель молились об умерших лишь раз в году на Йом-кипур перед заключительным богослужением; также во многих сефардских синагогах читают «Хашкаву» с перечислением всех умерших при вечернем богослужении в Йом-кипур.
Сефарды
В сефардской традиции не существует поминовения умерших как отдельного богослужебного чина, а за упокой душ умерших произносят особую молитву лишь по просьбе родственников усопших, причём молитву «Хашкава» произносят либо после того, как свиток Торы вновь поставлен в шкаф, либо после прочтения вызванным к Торе родственником усопшего главы из неё, по субботам, праздникам, понедельникам и четвергам.
Ашкеназы
Среди ашкеназов словосочетанием «Хазкарат нешамот» называют заупокойное молитвословие на похоронах, а также молитвословие в годовщину смерти близких, и молитвословие ведущего после прочтения нескольких предложений из свитка Торы. Ашкеназская традиция содержит три молитвы в обряде «Хазкарат нешамот»: Эль мале рахамим, Изкор, Ав ха-рахамим. В ашкеназских синагогах поминовение совершают по субботам, в Йом-кипур и праздники (в 8-й день Песаха, 2-й день Шавуота, Шмини Ацерет) при утреннем богослужении между чтением Торы и мусафом, а в некоторых общинах также в посты (за исключением Девятого ава) по понедельникам и четвергам, по субботам в послеполуденном богослужении после чтения свитка Торы. По субботам в утреннем богослужении ведущий поминает тех лиц, день смерти которых наступает на следующей за субботой неделе. Чин поминовения усопших заканчивается молитвой за упокой душ мучеников за веру (см. киддуш ха-Шем).
Заупокойное богослужение заканчивается чтением всей общиной молитвы «Кадиш».

## Споры об обычае
Сторонники
Некоторые раввины оправдывали обычай, ссылаясь на библейских персонажей, а в «Песикте Раббати» утверждается, что еврей, попавший в ад за свои грехи, может быть освобождён оттуда молитвами молящихся о нём живущих евреев-родственников, однако этот обряд не был одобрен представителями гаонейской эпохи (Шерирой, Ниссимом, Гаем).
Противники
Шерира протестовал: «Пусть все праведники земли соединятся в молитве и в творении милостыни за упокой души грешника — от этого грешник не станет безгрешным». Ниссим смягчал: «Было бы напрасно молиться за нечестивых, чтобы они наслаждались такою же участью, как праведники; если мудрецы Талмуда не отрицали значения молитв за упокой душ грешников, то они только признавали за ней силу облегчать кару».